# Dora Diamant
Pour la figure de la scène parisienne, voir Dora Diamant (1986-2020).
Pour les articles homonymes, voir Diamant (homonymie).
Dora Diamant, née le 4 mars 1898 à Pabianice en Pologne et morte le 15 août 1952 à Londres en Angleterre, est une actrice de théâtre et journaliste polonaise, militante communiste de culture yiddish.
Elle est principalement connue pour être la compagne de l'écrivain Franz Kafka et la personne qui conserva certains de ses derniers écrits avant que ceux-ci ne soient confisqués par la Gestapo en 1933. Elle sauva une partie de l'œuvre de Kafka dont il avait pourtant demandé la destruction peu avant sa mort.

## Biographie

### Origines familiales
Dora Diamant naît à Pabianice en Pologne dans une famille juive. Son année de naissance n'est pas précisément connue, comme l'explique sa biographe Kathi Diamant : « selon la plupart des témoignages, dont le sien, Dora Diamant n'avait que dix-neuf ans lorsqu'elle a rencontré Kafka… en juillet 1923. Cependant, les fichiers de la Gestapo indiquent qu'elle serait née en 1898 (et non en 1903) et les fichiers SED de son mari indiquent qu'elle serait née en 1900, date inscrite sur son certificat de décès à Londres, en Angleterre. » Elle ajoute que Max Brod dans Franz Kafka: A Biography avait écrit que Dora Diamant « devait avoir dix-neuf ou vingt ans » lorsqu'elle rencontra Kafka (c'est-à-dire qu'elle serait née en 1903 ou 1904). Dès lors, Dora Diamant s'est rajeunie de six ans, dans le cas où elle serait née en 1897 ou 1898, et, pour le reste de sa vie, a maintenu cette version de l'histoire, au moins en ce qui concerne son âge, aux yeux du grand public:215. 
Le père de Dora Diamant, Herschel Dymant:16, est le dirigeant d'une petite entreprise prospère et un fervent défenseur de la dynastie hassidique de Gour:18-19. À la mort de sa mère vers 1912, sa famille déménage à Bedzin, près de la frontière allemande:17. 

### La rencontre de Kafka
À la fin de la Première Guerre mondiale, après s'être occupée de ses dix frères et sœurs, elle refuse de se marier et est envoyée à Cracovie pour étudier afin de devenir institutrice d'école maternelle:24. Elle s'enfuit et part pour Berlin où elle travaille dans la communauté juive de la ville comme enseignante et couturière dans un orphelinat:25. Elle change alors l'orthographe de son nom pour Diamant.
En juillet 1923, elle est volontaire au camp organisé et dirigé par la Maison du peuple juif de Berlin:3 à Graal-Müritz sur la mer Baltique lorsqu'elle rencontre Franz Kafka, alors âgé de 40 ans et déjà atteint de tuberculose. C'est le coup de foudre : ils passent tous les jours des trois semaines suivantes ensemble. En septembre, après un bref retour à Prague, Kafka emménage à Berlin où Dora Diamant et lui vivent dans trois appartements différents avant que la tuberculose ne l'oblige à être hospitalisé. Kafka meurt dans les bras de Dora Diamant dans un sanatorium à l'extérieur de Vienne le 3 juin 1924:120.

### Le communisme
À la fin des années 1920, Dora Diamant étudie le théâtre à l'Académie d'art dramaturge du théâtre de Düsseldorf:154 et travaille comme actrice professionnelle. Elle reçoit un grand triomphe et sa première critique élogieuse en 1928 dans le rôle principal de la princesse Alma de la pièce King Nicolo, or Such is Life de Frank Wedekind:163.
Au cours des années 1930, elle rejoint le parti communiste allemand et milite comme actrice d'agitprop:173. Elle épouse Ludwig (Lutz) Lask:179, rédacteur en chef de Die Rote Fahne, journal du parti communiste. Elle donne naissance à une fille nommée Franziska Marianne Lask le 1er mars 1934. 
Dora Diamant fuit l'Allemagne avec sa fille en 1936 et rejoint son mari en Russie soviétique. Ludwig Lask est arrêté en mars 1938 et envoyé dans un camp de travail sur la rivière Kolyma sur le cercle polaire arctique à l'extrême est de la Sibérie:209 pendant la Grande Purge de Joseph Staline. Dora Diamant quitte alors l'Union soviétique et voyage à travers l'Europe jusqu'en Angleterre, une semaine avant que l'Allemagne n'envahisse la Pologne en 1939. En 1940, Dora Diamant et sa fille sont internées au camp de détention pour femmes de Port Erin sur l'île de Man en tant qu'étrangères ennemies:222, avant d'être relâchées en 1941.

### La culture yiddish
En 1942, elle retourne à Londres où elle donne des conférences et fait la lecture d'histoires yiddish pour les Amis des Yiddish, œuvrant à la préservation de la langue et la culture juives:245. À la même époque, elle travaille  comme styliste et ouvre un restaurant:241. En 1945, elle publie sa première critique de théâtre dans Loshn un Leben. Au cours des quatre années suivantes, elle écrit une demi-douzaine d'articles et d'essais dans le journal yiddish:245. En 1949, elle réalise finalement le rêve de sa vie en visitant le nouvel État d'Israël:271.

### Mort
Elle meurt d'une insuffisance rénale à l'hôpital Plaistow dans l'Est de Londres le 15 août 1952:316. Elle est enterrée dans une tombe anonyme du cimetière United Synagogue Cemetery sur Marlowe Road à East Ham:317,321.
Sa fille meurt à Londres en septembre 1982. En 1999, ses parents d'Israël et d'Allemagne se réunissent sur sa tombe pour y faire graver l'épitaphe « Qui connaît Dora, sait ce que signifie l'amour:344 ».

## La sauvegarde des écrits de Kafka
Après la mort de Kafka, Dora Diamant est critiquée pour avoir brûlé, à la demande de Kafka et sous ses yeux, un certain nombre de ses écrits. Elle l'est aussi pour avoir pris la décision de conserver certains de ses journaux et 36 des lettres qu'il lui avait écrites:84-85,134. Malgré la demande de Max Brod, qui souhaite qu'elle lui remette tous les écrits de Kafka qu'elle a en sa possession, elle conserve la correspondance qui lui était destinée. Max Brod, ainsi que d'autres personnes en possession de lettres et autres écrits de Kafka, choisissent également de ne pas se conformer à ses dernières volontés. Par ailleurs, Dora Diamant conserve secrètement un nombre inconnu de cahiers de Kafka, qui restent en sa possession jusqu'à ce qu'ils soient volés dans son appartement, avec ses autres papiers, lors d'un raid de la Gestapo en 1933:183. 
On ignore quels carnets finirent en possession de Dora Diamant et quels carnets avaient déjà été transmis à Brod lors de la dernière maladie de Kafka. La recherche de ces documents manquants est menée par Max Brod et le spécialiste allemand de Kafka Klaus Wagenbach dans les années 1970, et depuis les années 1990 par le Kafka Project, situé à l'université d'État de San Diego en Californie.